# 摩洛战争
摩洛战争 是西班牙與菲律宾南部穆斯林（摩洛人）之間持续了近320年的戰爭。摩洛是西班牙语中对穆斯林的稱呼。西班牙攻佔菲律宾北部后，於1578年开始進攻菲律宾南部穆斯林地區。西班牙最终征服了棉兰老岛和霍洛岛的部分地区，苏禄苏丹国成為西班牙的保護國。不過截至美西战争爆發，仍舊有摩洛人反抗西班牙。